# Waldschmidtdenkmal
Denkmäler zu Ehren des bayerischen Heimatdichters Maximilian Schmidt (1832–1919), genannt Waldschmidt, wurden an folgenden Orten errichtet:
- Denkmal für Maximilian Schmidt (Furth im Wald), errichtet um 1932
- Denkmal für Maximilian Schmidt (Großer Riedelstein), errichtet 1909
- Denkmal für Maximilian Schmidt in Freyung, errichtet 15. Juli 1956

Waldschmidtdenkmal in Furth im Wald
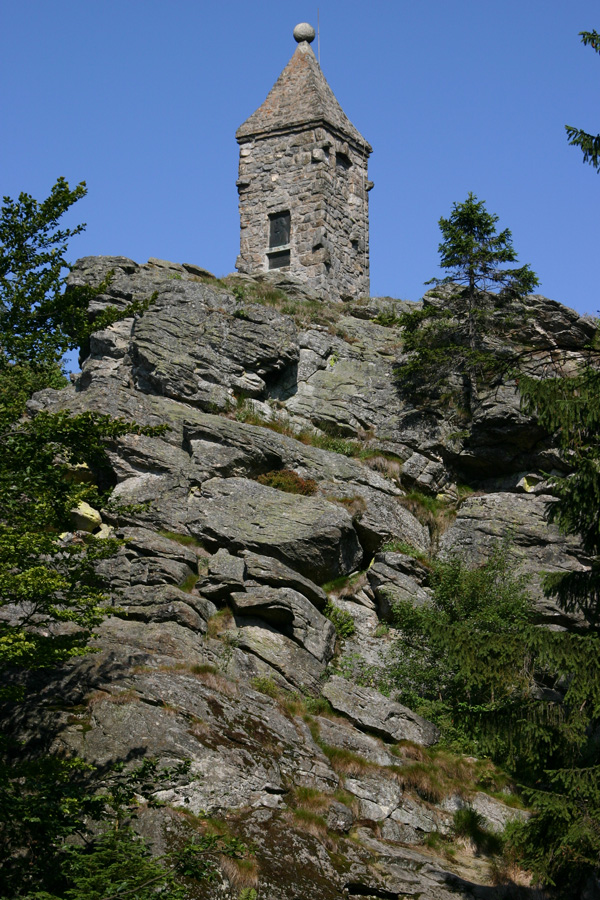
Waldschmidtdenkmal am Großen Riedelstein
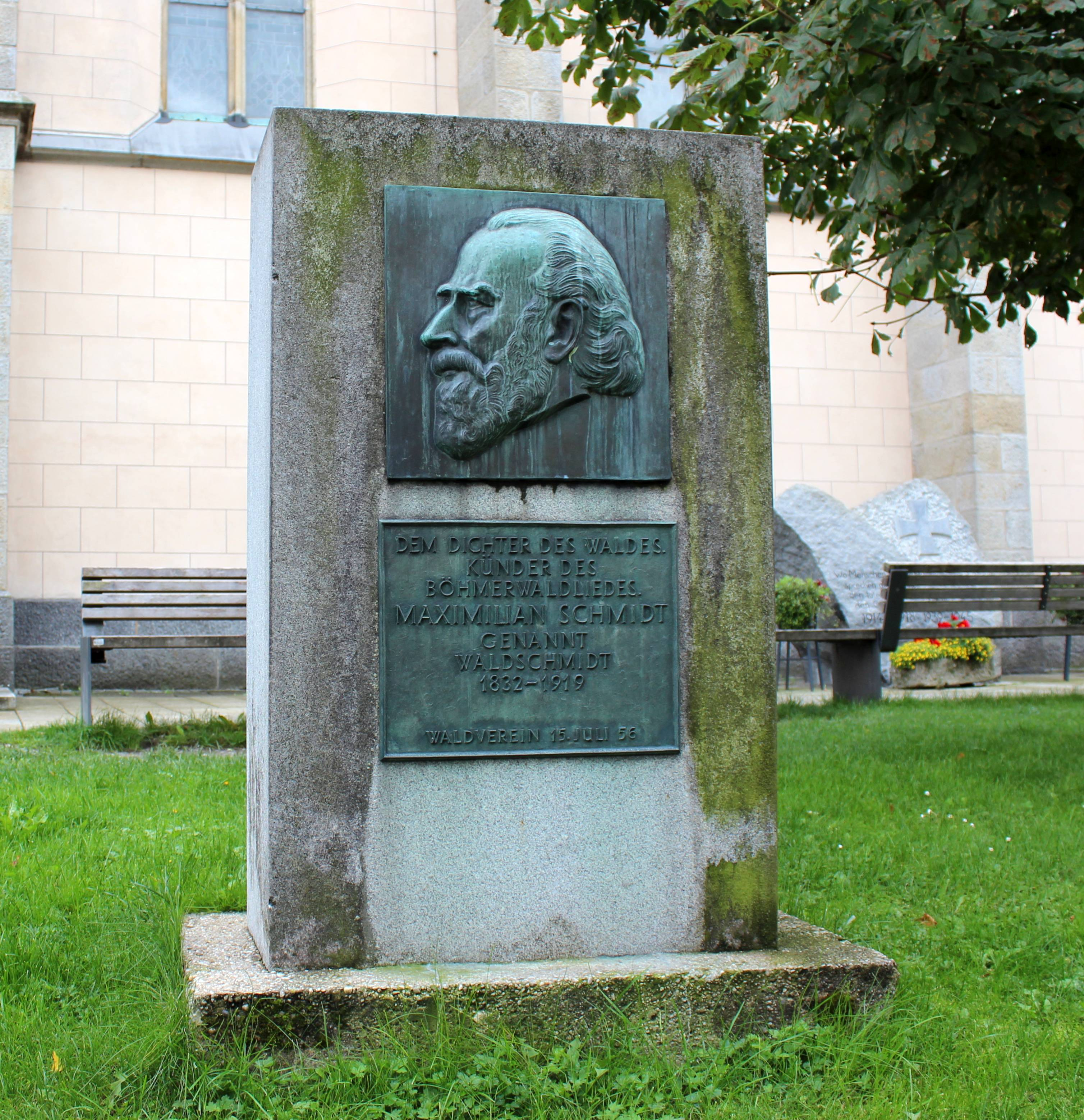
Waldschmidtdenkmal in Freyung